# とも座A
とも座A（ともざA、Puppis A）は、直径約10光年の超新星残骸である。超新星は、約3700年前に「発生した」（即ち、地球から見られた）。ほ座超新星残骸と重なっているが、4倍も遠くにある。「宇宙のキャノンボール」とも呼ばれ、500万km/hもの速度で移動する高速中性子星RX J0822-4300は、この超新星残骸の中にある。

## とも座X-1
とも座X-1(Puppis X-1)は、1971年10月のスカイラークの飛行によって発見され、恐らくその可視部分はとも座Aであると考えられている。とも座Aは、最も明るいX線源の1つで、そのX線は2U 0821-42と呼ばれる。